# Oak Hill (Virginie-Occidentale)
Pour les articles homonymes, voir Oak Hill.
La ville américaine d’Oak Hill est située dans le comté de Fayette, dans l’État de Virginie-Occidentale. Lors du recensement de 2010, elle comptait 7 730 habitants.
Le bureau de poste local, qui se trouvait au sommet d'un colline (« hill » en anglais) et sous un chêne blanc (« white oak » en anglais), a pris le nom d'Oak Hill. Le bureau, à l'emplacement actuel de Hilltop, est déplacé au milieu du XIXe siècle mais conserve son nom, qui est repris par la ville.
La high school Oak Hill High School est inscrite au Registre national des lieux historiques.